# Nikolaj Patrušev
Nikolaj Platonovič Patrušev (rusky Никола́й Плато́нович Па́трушев; * 11. července 1951, Leningrad) je bývalý generální tajemník Bezpečnostní rady Ruské federace (v letech 2008 až 2024), dlouholetý pracovník sovětské tajné služby KGB a v letech 1999 až 2008 ředitel nástupnické ruské tajné služby FSB. Od poloviny května 2024 působí jako poradce ruského prezidenta..
Patrušev bývá často zmiňován jako jeden z možných nástupců ruského prezidenta Vladimira Putina. Jeho syn Dmitrij je od roku 2018 ministrem zemědělství Ruska.

## Život
Patrušev se narodil v tehdejším Leningradě v rodině námořního důstojníka, který byl členem komunistické strany. V roce 1974 absolvoval leningradskou Státní námořní technickou univerzitu. Začal pracovat jako inženýr v konstrukční kanceláři pro stavbu lodí, ale následujícího roku začal spolupracovat s KGB. V této době se seznámil s Vladimirem Putinem. Navštěvoval zpravodajské kurzy ve škole KGB v Minsku, později v Moskvě (dnešní Akademie FSB). Patrušev je také držitelem doktorátu z práv. Má hodnost armádního generála.
V lednu 2016 britský soudce Robert Owen dospěl k závěru, že Patrušev ve své funkci pravděpodobně posvětil operaci FSB s cílem zabít Alexandra Litviněnka, přičemž za pachatele vraždy označil soud Andreje Lugového a Dmitrije Kovtuna.
Litviněnko obviňoval Putina a Patruševa z přípravy teroristických útoků na obytné budovy v Moskvě a Volgodonsku v roce 1999, při kterých zemřelo přes 300 lidí. Moskva z nich vinila čečenské povstalce, čímž pak zdůvodnila invazi do Čečenska. Podle Litviněnka dal rozkaz k provedení těchto výbuchů Patrušev.
V květnu 2024 jej ve funkci tajemníka Rady bezpečnosti Ruské federace nahradil dosavadní ministr obrany Sergej Šojgu.

### Názory
Patrušev je znám vyhraněnými protizápadními a zejména protiamerickými postoji. "Styl Anglosasů se po staletí nezměnil. A tak dnes dál diktují světu své podmínky a pošlapávají práva suverénních států. Zakrývají své činy slovy o boji za lidská práva, svobodu a demokracii, ve skutečnosti uplatňují doktrínu zlaté miliardy, podle níž v tomto světě může vzkvétat jen omezený počet lidí. Osudem ostatních je ohýbat záda," soudí. Američané podle něj stvořili koronavirus i teroristickou síť al-Káida.

## Osobní život
Patrušev je ženatý a má dva syny. Starší syn Dmitrij pracoval ve vedení státní Ruské zemědělské banky založené Vladimirem Putinem, v roce 2018 se stal ministrem zemědělství Ruska. Mladší Andrej pracuje pro FSB.